# Bianca Kajlich

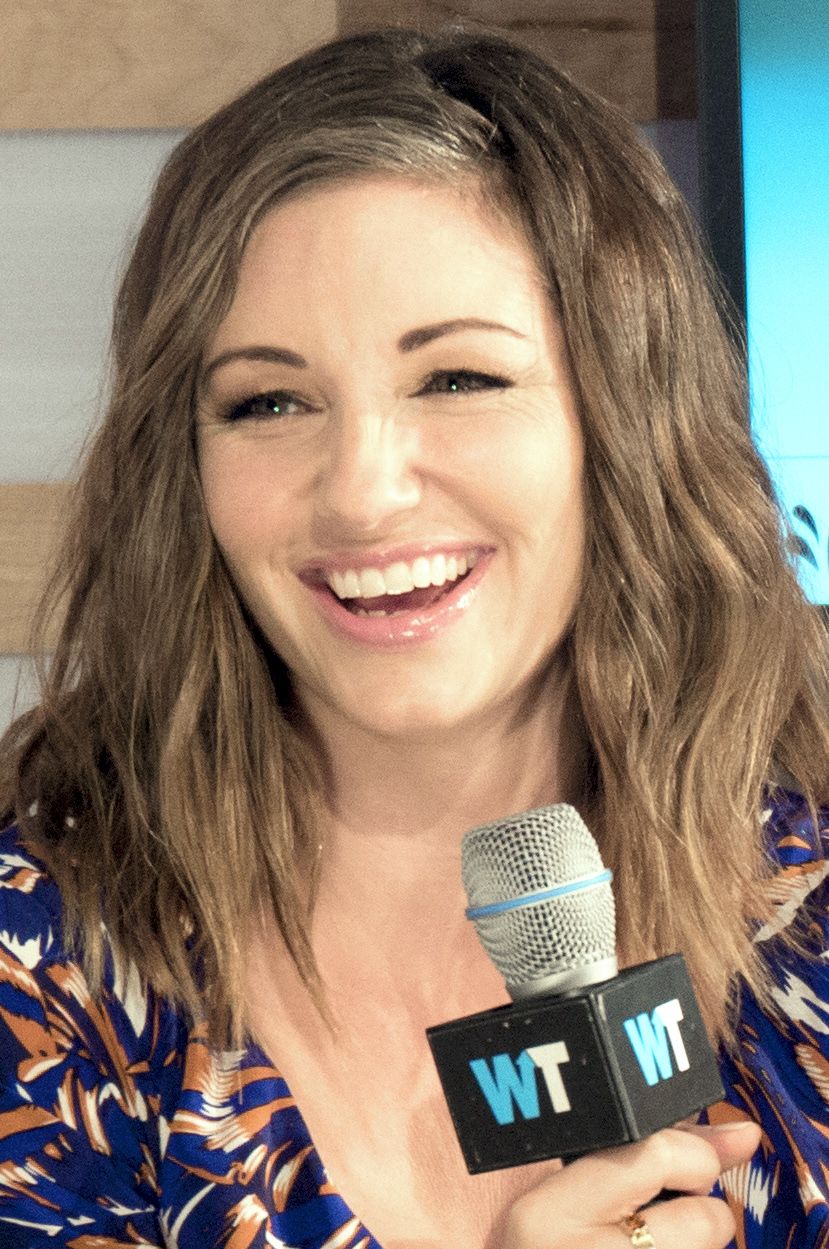
Bianca Kajlich (2015)

Bianca Maria Kajlich (* 26. März 1977 in Seattle, Washington) ist eine US-amerikanische Schauspielerin. 

## Leben und Karriere
Bianca Kajlich wurde in Seattle im US-Bundesstaat Washington geboren. Ihr Vater stammt aus der Tschechoslowakei, die Familie ihrer Mutter aus Italien. Sie absolvierte die Bishop Blanchet High School in Seattle und besuchte im Anschluss die Washington State University. Sie begann ihre Karriere als Balletttänzerin im Olympic Ballet Theater in Edmonds. Nach sieben Jahren Ballett entschied sie sich für das Schauspielern.
In dem Horrorfilm Halloween: Resurrection (2002) spielte Kajlich die Rolle der Sara Moyer. In der Sitcom Rules of Engagement spielt sie die Rolle der Jennifer Morgan. In der Serie Dawson’s Creek spielte sie in der sechsten Staffel die Rolle der Natasha Kelly.
Kajlich heiratete am 31. Dezember 2006 den US-Fußballspieler Landon Donovan. Das Paar trennte sich im Jahr 2009.

## Filmografie (Auswahl)
- 1999: This Is the Disk-O-Boyz
- 1999: 10 Dinge, die ich an Dir hasse (10 Things I Hate About You)
- 2000: Girls United (Bring It On)
- 2000–2001: Boston Public (Fernsehserie, 13 Episoden)
- 2001: Semper Fi – Treu bis in den Tod (Semper Fi, Fernsehfilm)
- 2002: Halloween: Resurrection
- 2002–2003: Dawson’s Creek (Fernsehserie, 8 Episoden)
- 2003–2004: Rock Me, Baby (Fernsehserie, 22 Episoden)
- 2006: Vanished (Fernsehfilm)
- 2006: Vanished (Fernsehserie, 4 Episoden)
- 2007: Psych (Fernsehserie, Episode 2x03)
- 2007–2013: Rules of Engagement (Fernsehserie, 100 Episoden)
- 2011: 30 Minuten oder weniger (30 Minutes or Less)
- 2011: Hard Love
- 2014: Dark Was the Night
- 2014–2016: Undateable (Fernsehserie, 36 Episoden)
- 2019: Bosch (Fernsehserie, 8 Episoden)
- 2019–2021: Legacies (Fernsehserie, 8 Episoden)
- 2022–2023: The Winchesters (Fernsehserie)